# Жехра
Жехра (слч. Žehra) насељено је мјесто са административним статусом сеоске општине (слч. obec) у округу Спишка Нова Вес, у Кошичком крају, Словачка Република.

## Становништво
| Година:    | 1994. | 2004.    | 2014.    | 2024.    |
| ---------- | ----- | -------- | -------- | -------- |
| Број људи: | 1265  | 1696     | 2300     | 2767     |
| Разлика:   |       | +34,07 % | +35,61 % | +20,30 % |

| Година:    | 2023. | 2024.   |
| ---------- | ----- | ------- |
| Број људи: | 2736  | 2767    |
| Разлика:   |       | +1,13 % |

Према подацима о броју становника из 2011. године насеље је имало 2.144 становника.